# Ivo Pešat
Ivo Pešat (* 11. listopadu 1965) je bývalý český hokejový brankář.
Svou kariéru spojil hlavně se Vsetínem, se kterým získal šest titulů mistra republiky, a s mateřským klubem Zlínem, kde ukončil kariéru. V nejlepších letech vsetínského hokeje byl druhým vsetínským brankářem (za Romanem Čechmánkem).